# Lazzaretto Nuovo
Lazzaretto nuovo ist eine 8,72 ha große Insel in der Lagune von Venedig, die etwa 3 km nordöstlich des historischen Zentrums, gegenüber der Insel Sant’Erasmo liegt.
Älteste Siedlungsspuren verweisen in die Bronzezeit.
Im Hochmittelalter – in der ersten Urkunde, die die Insel 1015 erwähnt, heißt sie noch Vigna Murada – lebten dort einige Einsiedler. Ab dem späten 11. Jahrhundert war die Insel im Besitz der Mönche von San Giorgio Maggiore, die dort eine kleine Kirche errichteten und diese dem heiligen Bartholomäus (italienisch San Bartolomeo) weihten. Vigna Murada war ein Kloster, umgeben von Äckern und Salinen. 
1468 wurde auf Beschluss des Senats auf der Insel ein Lazarett eingerichtet. Dieses hatte die Aufgabe, ansteckenden Krankheiten vorzubeugen. Eine andere Insel in der südlichen Lagune nahe dem Lido di Venezia, die nunmehr Lazzaretto Vecchio (deutsch Altes Lazarett) genannt wurde, nahm diejenigen auf, bei denen sich in den Augen der Zeitgenossen der Verdacht bestätigt hatte, dass sie pestkrank waren.
Dazu wurden auf dem neuen Lazarett Krankenhäuser errichtet, darunter noch im 16. Jahrhundert das Teson Grande, das größte Gebäude auf der Insel. Die Bauten waren neben den Seilerwerkstätten im Arsenal die größten öffentlichen Gebäude Venedigs. Das Teson Grande ist mehr als 100 m lang. Um dieses Lazzarett von dem bereits bestehenden zu unterscheiden, nannte man es Lazaretto Novo, wie bald die gesamte Insel genannt wurde. Francesco Sansovino nennt 100 Räume auf der Insel, die von Ferne einem Castello geähnelt habe. Diesen Eindruck dürften die mehr als 100 Kamine im venezianischen Stil vermittelt haben. 
Im Gebäude sind zahlreiche Inschriften erhalten, dazu Zeichnungen, die an die Gegenwart der Kaufleute erinnern, und die angesichts des (möglichen) Sterbens auf der Insel auch die Informationen über die geladenen und dort gelagerten Waren bewahren sollten. Auch Reisebeschreibungen von Schiffen, die aus Zypern oder Konstantinopel gekommen waren, finden sich dort.

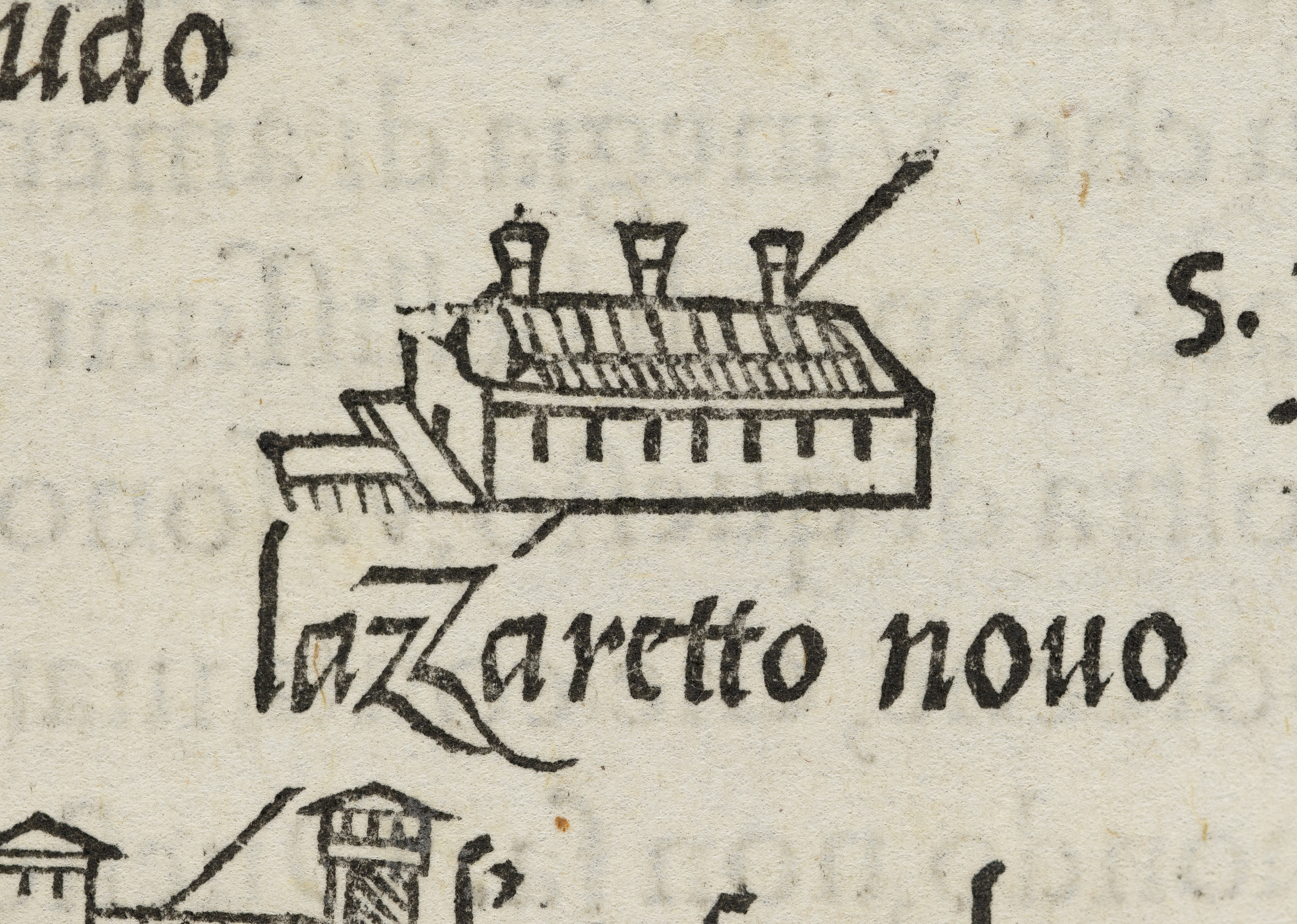
Die Insel in einer eher symbolischen Darstellung des 16./17. Jahrhunderts mit den markanten Schornsteinen

Während der Pestepidemie von 1576 wurde die Insel zum Zwangsaufenthalt für die von der Krankheit möglicherweise angesteckten Personen. Aufzeichnungen aus dieser Zeit berichten von nahezu zehntausend Menschen auf Lazzaretto nuovo, und die Wasserwege waren von Hunderten von Schiffen und Booten verstopft. Nach dem Abflauen der Pest wurde die Insel nach und nach von den verbliebenen Bewohnern verlassen. Um 1700 verlor die Insel ihre Bedeutung als Quarantäneort.
Erst im 19. Jahrhundert, unter Napoleon, dann während der österreichischen Herrschaft, schuf man Wohn- und Lagergebäude für militärische Zwecke. Ein Rest von Befestigungsanlagen (fortificazioni lagunari) zeugt von den militärischen Auseinandersetzungen um die Lagune seit Napoleon und unter den Österreichern. Daher wurden die großen Arkaden des Teson zugemauert, ein Pulvermagazin entstand dort. Die Mauern wurden mit Schießscharten ausgestattet, mit Wachtürmen, Bollwerken aus istrischem Marmor und Erdwällen. Die Insel verband nun mit S. Erasmo eine eigene Brücke, die Testa di Ponte. Eine ähnliche Verbindung entstand mit der Batterie des Torre Massimiliano, eines Turms, der den Zugang zum Hafen von Lido bewachte. Bis 1975 wurde die Insel vom italienischen Militär genutzt.
Inzwischen ist die Insel unter Leitung des Ministero per i Beni e le Attività Culturali einer umfassenden Sanierung unterzogen worden. Die Ausführung oblag der Sopraintendenza per i Beni Ambientali e Architettonici und dem Magistrato alle Acque. Seit 1977 untersteht die Insel dem Ekos Club, einer Freiwilligenvereinigung, die hinter einem Projekt namens ‚Für die Wiedergeburt einer Insel‘ steht. Dieser fördert wissenschaftliche und kulturelle Aktivitäten und koordiniert die Zusammenarbeit von Körperschaften und Institutionen. Unterstützt wurde EKOS vom Archeoclub d’Italia Sede di Venezia, also dem Sitz in Venedig des italienischen Archeoclubs. Die Insel gehört dem Sistema Bibliotecario Museale, dem Verbund der Museumsbibliotheken der Provinz Venedig an, ebenso wie den Itinerai Educativi, die Lehrpfade unterhalten.

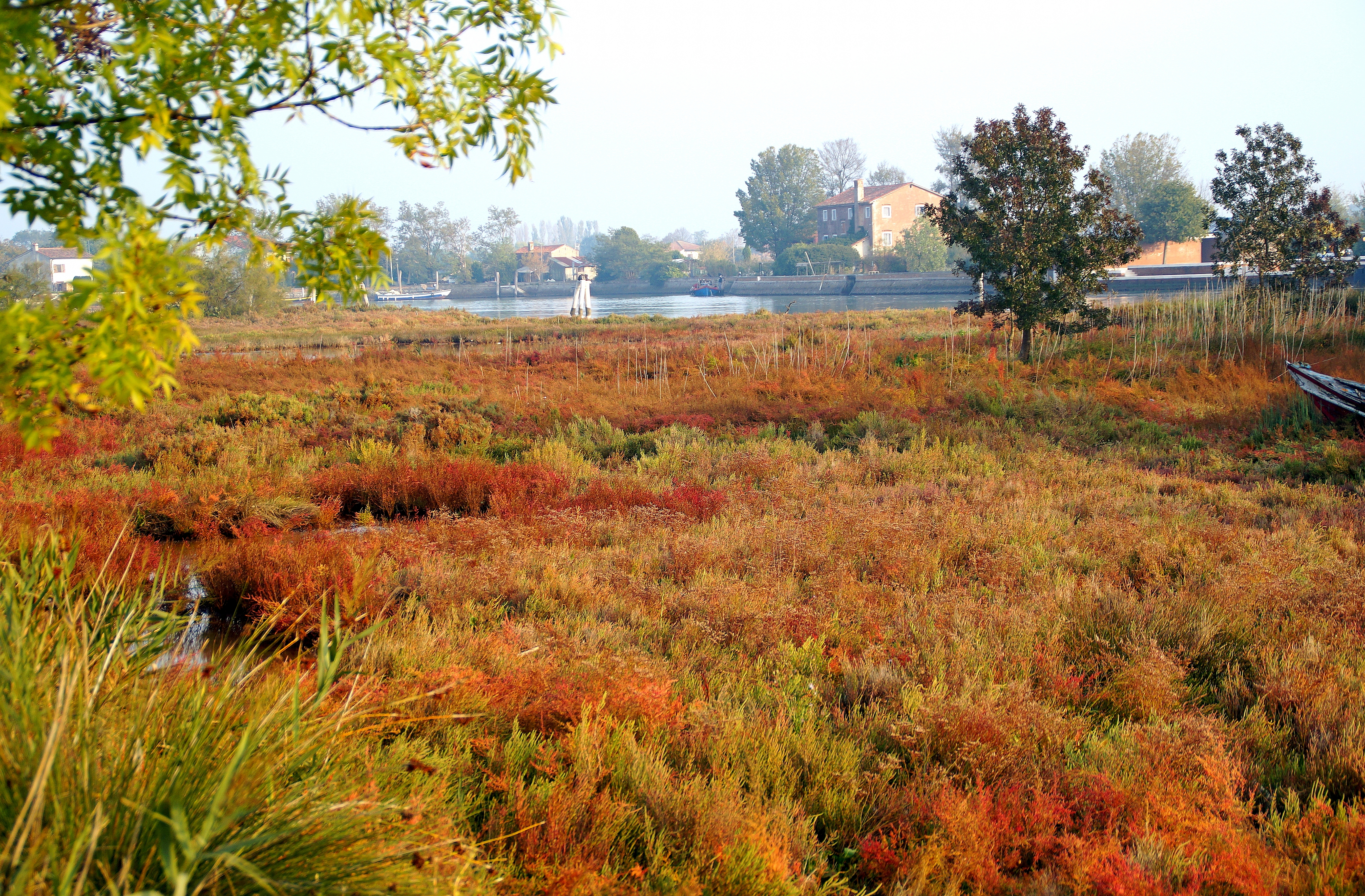
Blick auf die Barena nordwestlich der Insel

So entstand ein etwa einen Kilometer langer Rundweg, der Ausblicke auf die Lagune bietet, aber auch in das Ökosystem auf der Insel einführt. Dort befinden sich Lorbeerbäume, Eschen, Weißdorn, wilde Dornbüsche und große Mengen von Schilfgräsern. Dabei weist die Nordseite typische Pflanzengemeinschaften der Barene auf, wie sie in der Lagune verbreitet sind, darunter Limonium (Strandflieder), Salicornia und Artemisia (Beifuß). Auch lagunentypische Fische und Krustentiere lassen sich hier beobachten. Innerhalb der österreichischen Befestigungsanlage stehen mehrere Jahrhunderte alte Maulbeerbäume, aber auch Eschen und Pappeln, dazu verwilderte Obstbäume. Neben Möwen und Seidenreihern finden sich Graureiher, Kormorane, einige wenige Eisvogelpaare, Falken und andere Raubvögel. Hinzu kommen Stelzenläufer, die hier als Cavalieri d'Italia bezeichnet werden.
Auf der Insel werden archäologische Sommercamps durchgeführt, bei denen in Grabungstechnik und Konservierungsmethoden eingeführt wird, aber auch in Quellenlektüre und Konservierungstechniken. Ebenso spielen Unterwasserarchäologie und experimentelle Archäologie eine wesentliche Rolle.
Im Jahr 2000 wurde auf der Expo 2000, der Weltmesse in Hannover, unter dem Titel Humankind, Nature, Technology das ökologisch durchdachte Projekt vorgestellt, in dessen Mittelpunkt die Abwasserreinigung durch Pflanzen stand.